# De Gerlache (cràter)
De Gerlache és un cràter d'impacte que es troba a l'extrem meridional de la Lluna, dins d'un diàmetre del cràter Shackleton, al costat del pol sud de la Lluna. Des de la Terra aquest cràter s'observa en el contorn, i es troba en perpètua foscor. Per tant, poc o cap detall es pot veure d'aquest cràter, que no sigui la seva vora.

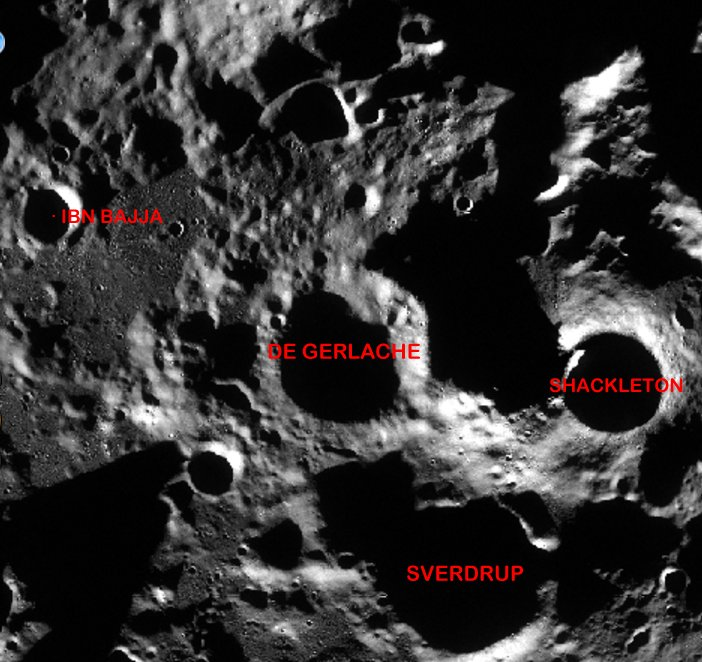
Cràter de Gerlache. Imatge del LRO
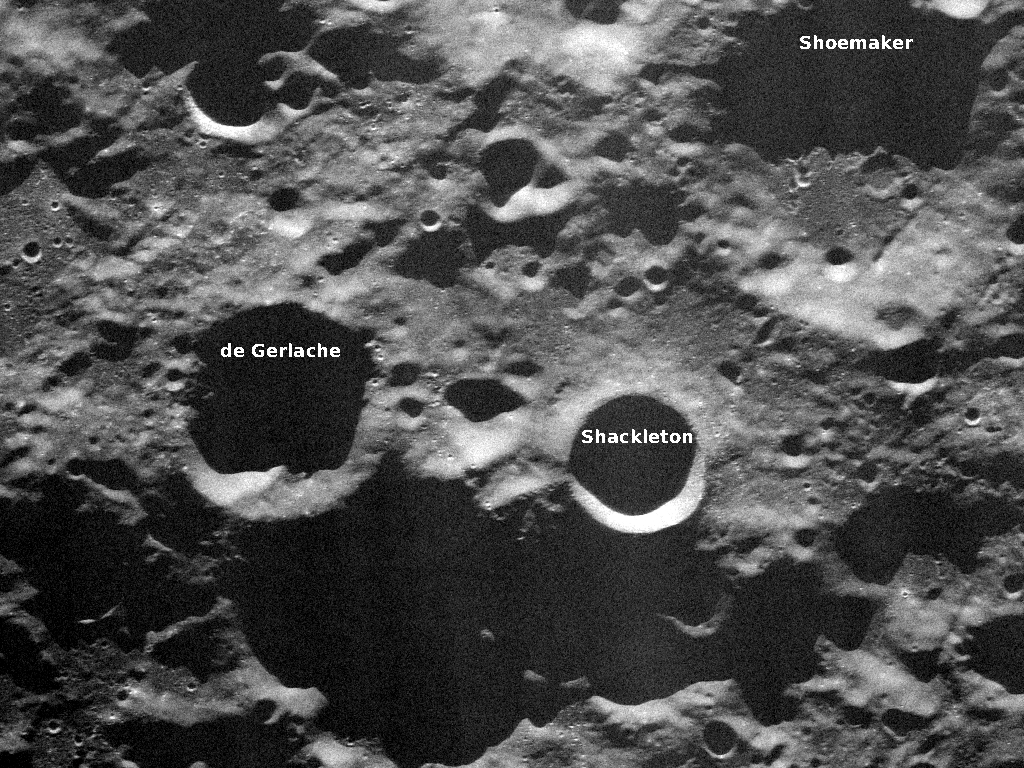
Imatge de radar del pol sud de la Lluna

No obstant això, el cràter és clarament visible en imatges de radar amb base a la Terra. El cràter és més o menys circular, amb un lleuger desgast. No hi ha cràters que es superposin a la seva vora, encara que algunes formacions poden estar unides al contorn sud i oest.

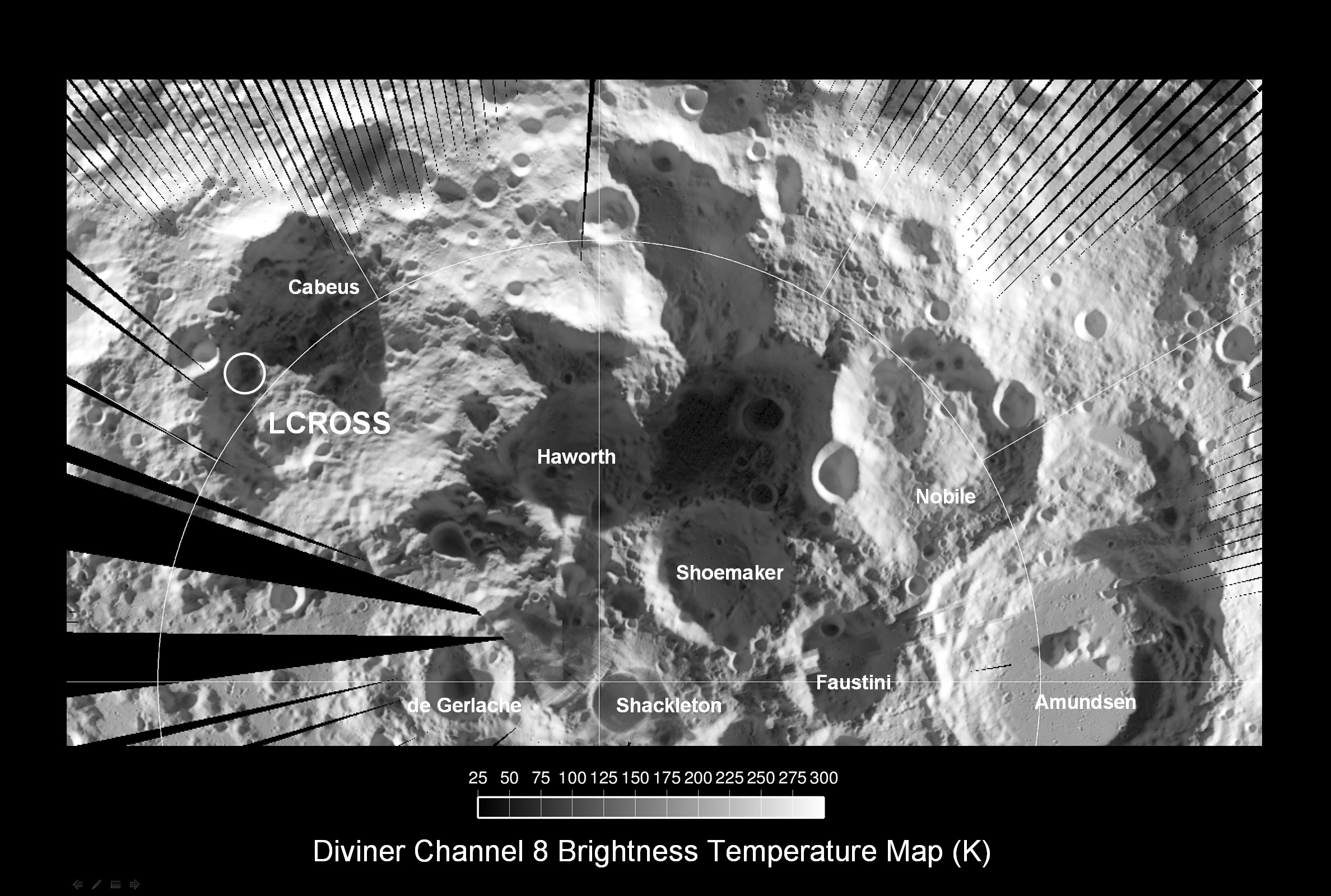
Fotografia del pol sud lunar (LRO)
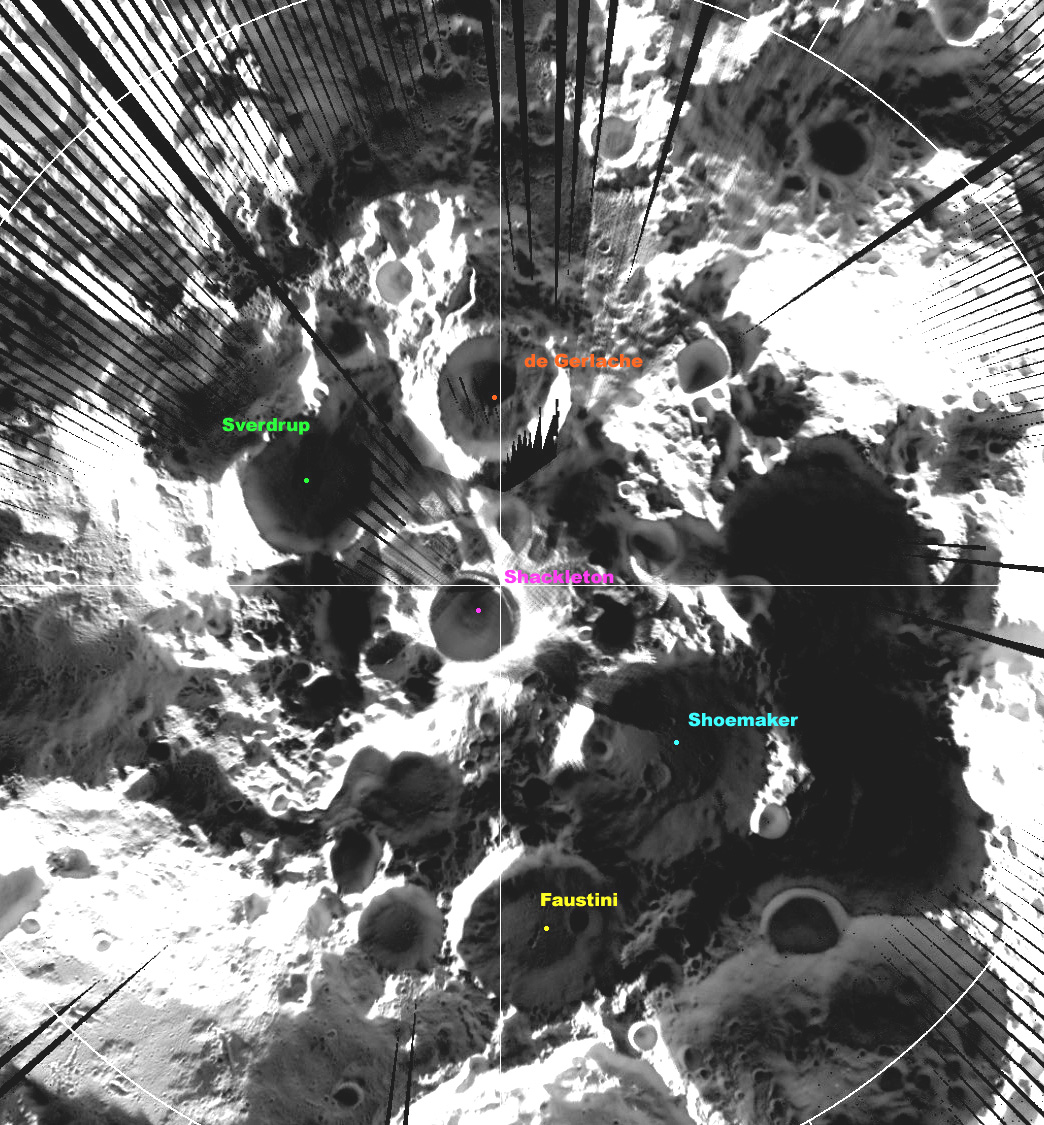
Fotografia del pol sud lunar (LRO)

El cràter va ser identificat per Jean-Luc Margot i Donald B. Campbell, qui van proposar conjuntament el nom a la UAI, que va adoptar el nom en l'any 2000.